# Stiphodon percnopterygionus
Stiphodon percnopterygionus es una especie de pez de la familia de los Gobiidae en el orden de los Perciformes.

## Morfología
Los machos pueden llegar a alcanzar los 3,7 cm de longitud total.

## Distribución geográfica
Se encuentran en las Islas Ryukyu, Taiwán, Guam, las Islas Marianas y República de Palau.

## Observaciones
Es inofensivo para los humanos.